# Lemurella
Lemurella é um género botânico pertencente à família das orquídeas (Orchidaceae).